# 연안대
연안대(littoral zone)는 연안에 가까운 바다, 호수 또는 강의 일부이다. 해안 생태학에서 연안 지역에는 만조 지점(침수되는 경우가 거의 없음)부터 영구적으로 물에 잠긴 해안 지역까지 확장되는 조간대가 포함되며, 두 용어는 종종 같은 의미로 사용된다. 그러나 연안대의 지리적 의미는 조간대를 훨씬 넘어 대륙붕 경계 내의 모든 네라이트 수역을 포함하는 것이다.

## 같이 보기
- 조간대
- 연안전투함
- 바다 쓰레기
- 해수대
- 역빈